# Лепорський Володимир Володимирович
Володимир Володимирович Лепорський (15 січня 1911, Лієпая — 15 серпня 1981) — директор металургійного комбінату «Азовсталь», Заслужений металург України, Герой Соціалістичної Праці (22.03.1966). Кандидат технічних наук.

## Біографія
Народився 15 січня 1911 року в латвійському місті Лібава (тепер Лієпая) у родині вчителів. Навчався на гірничо-заводському факультеті Донського політехнічного інституту, який був реорганізований у Дніпропетровський металургійний інститут.
У 1933 році закінчив Дніпропетровський металургійний інститут, після чого отримав направлення на Таганрозький металургійний завод. У 1937—1938 роках працював на металургійному заводі в місті Костянтинівці Донецької області.
Член ВКП(б) з 1940 року.
На «Азовсталі» — з 1938 року, начальник зміни в мартенівському цеху. Під час радянсько-німецької війни виконував замовлення на заводах Молотовської області РРФСР. Після відвоювання Маріуполя радянськими військами в німців повернувся на «Азовсталь», де десять післявоєнних років беззмінно працював начальником мартенівського цеху.
У 1955 році став головним інженером заводу «Азовсталь» імені Серго Орджонікідзе, а з 1956 року його директором і був ним до своєї смерті. Він обґрунтував нові підходи до вирішення актуальних проблем металургії СРСР. Безпосередньо з його ім'ям пов'язано будівництво другої черги комбінату: товстолистового стану «3600», киснево-конвертерного і електросталеплавильного цехів, а також цехів сортового скла та меблів. При його участі був освоєний випуск рейок, що мають великий попит на внутрішньому і світовому ринках. Створено технологію виплавки якісного передільного чавуну, що отримала у світовій практиці назву «спосіб Азовсталі», і вперше в СРСР освоєно виробництво напівспокійних сталей з цього чавуну, організована повна комплексна переробка металургійних шлаків у будівельні матеріали. 
Лепорський — творець не тільки виробничих потужностей, а й соціальної сфери комбінату. Автор більше двадцяти наукових праць. Був делегатом кількох партійних з'їздів у Москві та Києві.
Помер 15 серпня 1981 року.

## Нагороди, пам'ять

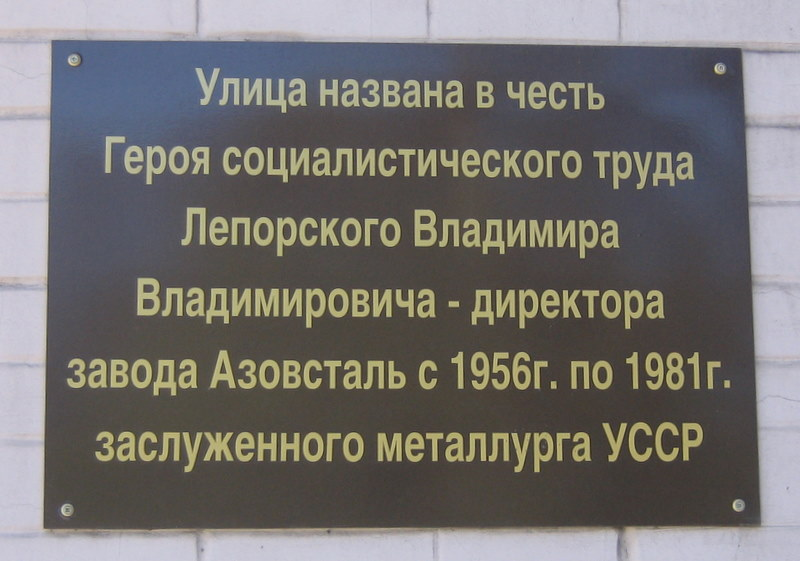
Анотаційна дошка на вулиці Лепорського (Маріуполь)

Удостоєний звання Героя Соціалістичної Праці (22.03.1966), двох орденів Леніна (19.07.1958, 22.03.1966), двох орденів Трудового Червоного Прапора (24.02.1954, 8.06.1978), Дружби народів (26.12.1973), «Знак Пошани» (17.01.1950), численних медалей; нагороджений польським орденом «Прапор праці». Заслужений металург України, тричі лауреат Державних премій СРСР і УРСР.
У Маріуполі іменем Лепорського названа вулиця.